# عبد الله الزماي
عبد الله الزماي (ولد عام 1986م) كاتب ومترجم سعودي، يكتب في جريدة الرياض، له العديد من الإصدارات في القصة القصيرة والترجمة من بينها كتاب (قرية تحاور العالم)، و(حياة الكتابة: مقالات مترجمة عن الكتابة).

## إصدارات
- (الوقت أصفر أحياناً) قصص. صدرت عن نادي حائل الأدبي عام 2009م.[7][8]
- (شهرزاد أمريكا الجنوبية: نزهة في أهم اعترافات إيزابيل الليندي) [إعداد وترجمة]. صدر عن دار جداول عام 2016م.[9] ويتضمن الكتاب ترجمات لنصوص متنوعة للروائية التشيلية إيزابيل الليندي.[10][11]
- (حياة الكتابة: مقالات مترجمة عن الكتابة) [إعداد وترجمة] صدر عن دار مسكيلياني عام 2016م.[12][13]
- (الفضاء لا ينتمي لأحد) مجموعة قصصية صدرت عن نادي الحدود الشمالية الأدبي ومؤسسة الانتشار الأدبي عام 2016م.[14]
- (قرية تحاور العالم: حوارات أدبية عالمية) صدر عن دار كلمات للنشر عام 2017م.[15]

## محاضرات ومشاركات
ورشة (الكتابة الإبداعية القصصية) أقامها البرنامج الثقافي التابع لجمعية الثقافة والفنون في حائل عام 2019م.

## الجوائز
حاصل على المركز الأول في جائزة ناصر الرشيد لأفضل مكتبة منزلية التي تقام بالتعاون مع نادي حائل الأدبي عام 2015م.
1. ↑  "عبدالله الزماي - قاص و مترجم سعودي | مجلة الفيصل". مؤرشف من الأصل في 2020-03-24. اطلع عليه بتاريخ 2020-03-23.
2. ↑  نت، العربية (29 ديسمبر 2015). "شباب سعودي مولع بالترجمة.. حاجته هاتف محمول وإنترنت". العربية نت. مؤرشف من الأصل في 2016-03-07. اطلع عليه بتاريخ 2020-03-23.
3. ↑  "حين تبتكر الرواية طريقة سردها". جريدة الرياض. مؤرشف من الأصل في 2020-03-24. اطلع عليه بتاريخ 2020-03-23.
4. ↑  "رفـّي لمتعة القراءة - قرية تحاور العالم". raffy.me. مؤرشف من الأصل في 2019-08-07. اطلع عليه بتاريخ 2020-03-23.
5. ↑  "حياة الكتابة". www.al-jazirah.com. مؤرشف من الأصل في 2020-03-24. اطلع عليه بتاريخ 2020-03-23.
6. ↑  دارة الملك عبد العزيز (2013). قاموس الأدب والأدباء في المملك العربية السعودية (ط. 1). دارة الملك عبد العزيز. ج. 2. ص. 656.
7. ↑  "أدبي حائل يطبع المجموعة الكاملة ل"محمد الثبيتي" ويعيد طباعة "هواجس في طقس الوطن"". جريدة الرياض. مؤرشف من الأصل في 2020-03-24. اطلع عليه بتاريخ 2020-03-23.
8. ↑  "عبد الله الزماي". www.abjjad.com. مؤرشف من الأصل في 2020-03-24. اطلع عليه بتاريخ 2020-03-23.
9. ↑  "شهرزاد أمريكا اللاتينية: أهم اعترافات الروائية التشيلية إيزابيل الليندي / ترجمة وإعداد: عبد الله الزماي". مجلة حكمة. 12 مارس 2017. مؤرشف من الأصل في 2020-03-24. اطلع عليه بتاريخ 2020-03-23.
10. ↑  الوطن، جدة: (23 يناير 2016). "صدور شهرزاد أميركا اللاتينية عن الليندي". Watanksa. مؤرشف من الأصل في 2020-03-24. اطلع عليه بتاريخ 2020-03-23.{{استشهاد ويب}}:  صيانة الاستشهاد: علامات ترقيم زائدة (link)
11. ↑  "ShareThis Homepage". ShareThis. مؤرشف من الأصل في 2020-03-24. اطلع عليه بتاريخ 2020-03-23.
12. ↑  "كيف ترجمتُ كتاب (حياة الكتابة)". جريدة الرياض. مؤرشف من الأصل في 2018-02-06. اطلع عليه بتاريخ 2020-03-23.
13. ↑  الخبر، كتب؛ محمد، كه يلان. "«حياةُ الكتابة»... شهادات الروائيين عن طبخة النص الأدبي". www.aljarida.com. مؤرشف من الأصل في 2018-05-08. اطلع عليه بتاريخ 2020-03-23.
14. ↑  "الزماي يصدر «الفضاء لا ينتمي لأحد»". جريدة الرياض. مؤرشف من الأصل في 2020-03-24. اطلع عليه بتاريخ 2020-03-23.
15. ↑  "قرية تحاور العالم". جريدة الرياض. مؤرشف من الأصل في 2020-03-24. اطلع عليه بتاريخ 2020-03-23.
16. ↑  "الزماي يستعرض تجربته في "الترجمة والقصة الإبداعية"". جريدة الرياض. مؤرشف من الأصل في 2019-03-04. اطلع عليه بتاريخ 2020-03-23.
17. ↑  "الزماي: الجائزة لفتة رائعة تتوج سنوات قضيتها مع القراءة". جريدة الرياض. مؤرشف من الأصل في 2015-11-21. اطلع عليه بتاريخ 2020-03-23.
18. ↑  "الفائزون بـ «جائزة المكتبات المنزلية» يدعون إلى تنظيمها على مستوى المملكة". صحيفة الشرق. مؤرشف من الأصل في 2015-12-29. اطلع عليه بتاريخ 2020-03-23.